# Jorge Azanza

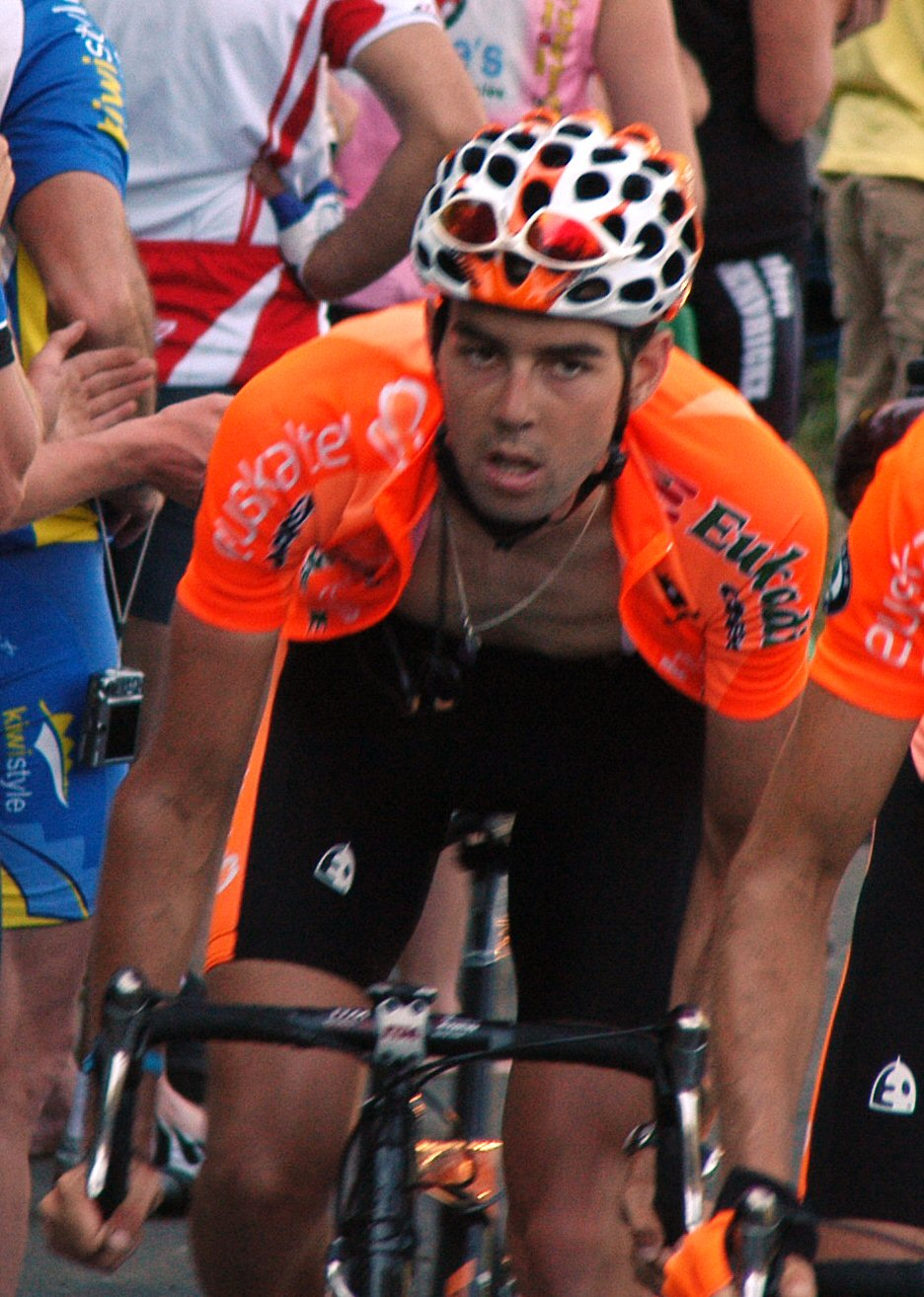
Azanza Soto op de Col de la Colombière in de 7e etappe van de Ronde van Frankrijk 2007

Jorge Azanza Soto (Alsasua, 16 juni 1982) is een Spaans voormalig wielrenner.

## Belangrijkste overwinningen
2004
- Eindklassement Ronde van Córdoba
- 3e etappe deel A Bidasoa Itzulia

## Resultaten in voornaamste wedstrijden
| Jaar | Ronde van Italië | Ronde van Frankrijk | Ronde van Spanje |
| ---- | ---------------- | ------------------- | ---------------- |
| 2007 |                  | 82e                 |                  |
| 2008 |                  |                     |                  |
| 2010 |                  |                     |                  |
| 2011 | 67e              |                     | 97e              |
| 2012 |                  | 74e                 |                  |
| 2013 | 33e              |                     | 90e              |

| Jaar | Milaan-San Remo | Gent-Wevelgem | Amstel Gold Race | Luik-Bast.‑Luik |
| ---- | --------------- | ------------- | ---------------- | --------------- |
| 2007 |                 |               |                  |                 |
| 2008 |                 |               | 98e              | 62e             |
| 2010 | 137e            |               |                  |                 |
| 2011 |                 | 95e           |                  |                 |
| 2012 |                 |               |                  |                 |
| 2013 | 81e             |               |                  |                 |